# 波帕斯纳战役
波帕斯納戰役是 2022年俄羅斯入侵烏克蘭期間在卢甘斯克州波帕斯纳市的交戰，涉及了俄罗斯與卢甘斯克人民共和国的联合部队跟乌克兰的軍隊戰鬥。該交戰是顿巴斯战役的一部分，始於3月18日，直到5月7日俄方戰勝而告終。

## 背景
波帕斯纳戰前人口大概22,000人，這城市是在該区一個重要的枢纽。因它拥有众多道路交叉口與火車站，所以是俄罗斯在乌克兰东部进攻期间推进的要塞之一。

## 战鬥經過
2022年3月18日，雙方在这座戒备森严的城市爆发冲突，啟動了波帕斯納之戰。
4月中旬，俄軍和盧甘斯克人民共和國的部队对波帕斯纳和周邊地區的烏軍阵地发动了炮火和空袭。随着冲突和炮击延續，居住在前线地区的平民逃到地下室避难。然而，根据战争研究所的数据，俄罗斯军方直至4月18日頓巴斯戰役的開展，都未有在戰場上取得太大的进展。据亲俄消息人士称，在乌克兰夜间反击之后，俄方的部队于4月20日在该地区发射了更多的火炮和导弹弹幕。同一天，親俄的车臣领导人卡德罗夫（Ramzan Kadyrov）声称，根纳季·谢尔巴克（Gennady Shcherbak），一位“与北约教官合作的乌克兰民族主义者”，在波帕斯纳遇害。
4月21日，乌克兰第24機械化旅 (烏克蘭)，該地區的主要部隊之一，声称他們在波帕斯纳及周围地區在夜间的冲突中，杀死了25個懷疑是亲俄的雇佣军人。乌克兰国家安全委员会主席阿列克謝·達尼洛夫指，从该部队的尸体中，據稱找到了利比亚和叙利亚的身份证件。第24機械化旅還表示他們已成功击退了俄方的袭击，并暗示他們相信部分親俄武装分子，是從瓦格纳集团的外国战士。雖然達尼洛夫稱烏方已在波帕斯纳成功擊退俄方的攻擊，但盧甘斯克州州長盖达伊（Serhiy Haidai）卻表示，該市仍處於激烈戰鬥的狀態。
4月22日，盖达伊宣布俄軍已在波帕斯納和魯比日內戰敗。他同時表示俄軍和卢甘斯克军队控制了卢甘斯克州80%的领土。然而，两周后5月7日的报道稱，俄方瓦格纳集团的僱傭兵已成功攻佔波帕斯納。这座城市在战鬥中被蹂躏，而车臣的卡德罗夫軍也有懷疑只参与了战斗的最后阶段。
5月8日，盖达伊最初在他的Telegram频道中表示俄軍只控制了波帕斯納的一半，但不久後才承認烏軍已完全撤退。西方評估也同意，認為俄方已成功奪下波帕斯納。根據俄新社報道，俄軍和卢甘斯克军队在該市建立了一個臨時的軍民管理機構，並繼續推進該市以外的地區，以擴大攻勢。

## 戰爭罪的爭議
8月底，網上傳出了一段视频和照片，似乎揭示一名乌克兰战俘的头部和双手被困在电线杆上。视频显示，被俘士兵被肢解的尸体，然后他的头卡在一根木杆上，双手放在木杆两侧的金属钉上。这段视频似乎是在7月下旬拍摄的，地理定位亦显示它位于波帕斯纳市中心附近。其中一张照片墙上的标志显示“21 Nahirna Street”。盖达伊在他的电报频道发布了视频和照片，并附有评论：“他们真的是猛兽。二十一世纪，被占的波帕斯纳，围栏上的头骨”和“俄罗斯軍隊没有任何人性。我们正在与非人类作战”。社交媒体对这段视频的反应非常激烈。在瑞士逃亡的前俄羅斯寡頭米哈伊尔·霍多尔科夫斯基（Mikhail Khodorkovsky）表示这张照片描述了“俄罗斯世界”的真面目。乌克兰前驻奥地利大使亞歷山大·謝爾巴（Olexander Scherba）将这一事件描述为战争罪。